# Sapor (darigbedo)
Sapor (em grego clássico: Σαπορ; romaniz.: Sapor; em persa médio: šhpwr-y; romaniz.: Šābuhr; em parta: šhypwhr; romaniz.: Šābuhr) foi um possível oficial sassânida do século III, ativo durante o reinado do xá Sapor I (r. 240–270).

## Nome
O nome Xapur (Šapur) combina as palavras šāh (rei) pūr (filho), significando literalmente "filho do rei". Seu nome foi utilizado por vários reis e notáveis durante o Império Sassânida e além e deriva do persa antigo Quexaiatia.putra (*xšayaθiya.puθra). Pode ter sido um título, mas ao menos desde as últimas décadas do século II tornou-se um nome próprio. Foi registrado em parta (𐭔𐭇𐭉𐭐𐭅𐭇𐭓, šḥypwḥr) e persa médio (𐭱𐭧𐭯𐭥𐭧𐭥𐭩, šhpwr-y) como Xapur, em pálavi maniqueísta como Xabur (em parta: 𐫢𐫀𐫁𐫇𐫍𐫡, Š’bwhr), no livro pálavi como Xapur (šhpwhl), em armênio como Xapu (Շապուհ, Šapuh) e Xapur (Շապուրհ, Šapurh), em siríaco como Xabor (ܫܒܘܪ, Šāḇōr), em sogdiano como Xapur (š’p(‘)wr), em grego como Sapores (Σαπώρης, Sapṓrēs), Sabur (Σαβούρ, Saboúr) e Sabor (Σαβόρ, Sabór), em latim como Sapores e Sapor, em árabe como Assabur (الصبور, al-Sābūr) e em persa novo como Xapur (شاپور / شاه پور, Šāpur / Šāhpur), Xafur (شاهفور, Šahfur), etc.

## Vida

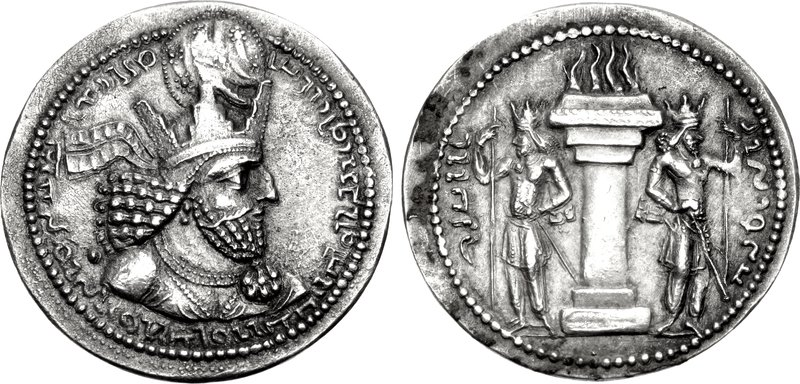
Dracma de Sapor cunhado ca. 240-244

É incerto se Sapor existiu de fato. Sua existência é possivelmente atestada na inscrição trilíngue Feitos do Divino Sapor. Dependendo da leitura do trecho do texto sobre Abursã, poderia ser pai deste ou, na verdade, Sapor seria apenas parte de seu nome. O mesmo pode ser dito sobre o título ligado a essa pessoa. O texto também faz menção ao ofício de darigbedo, porém dada a construção genitiva do texto é difícil determinar se foi Abursã ou Sapor (caso sejam duas pessoas) que manteve o ofício. Se for possível inferir que foi seu suposto pai quem reteve o ofício, fica difícil determinar as circunstâncias para que Abursã fosse nomeado na lista de dignitários, sendo possivelmente explicável a partir da posição de seu pai.